# (1714) Sy
(1714) Sy es un asteroide perteneciente al cinturón de asteroides descubierto por Louis Boyer el 25 de julio de 1951 desde el observatorio de Argel-Bouzaréah, Argelia.

## Designación y nombre
Sy recibió al principio la designación de 1951 OA.
Más tarde se nombró en honor del astrónomo francés Frédéric Sy.

## Características orbitales
Sy está situado a una distancia media de 2,567 ua del Sol, pudiendo alejarse hasta 2,965 ua. Su excentricidad es 0,155 y la inclinación orbital 7,98°. Emplea 1502 días en completar una órbita alrededor del Sol.